# Acemya plankii
Acemya plankii är en tvåvingeart som först beskrevs av Margaret Walton 1915.  Acemya plankii ingår i släktet Acemya och familjen parasitflugor. Inga underarter finns listade i Catalogue of Life.